# Xiaomi Redmi Pro
Xiaomi Redmi Pro — перший і єдиний представник лінійки Xiaomi Redmi Pro. Смартфон став першим в лінійці Redmi, що отримав подвійну камеру. Був представлений 27 липня 2016 року.
Redmi Pro поділяється на стандартну модель, High Edition та Exclusive Edition з різницею в процесорах та конфігураціях пам'яті.

## Дизайн
Передня панель виконаний зі скла, а корпус — зі шліфованого алюмінію. Ззаду Redmi Pro подібний до лінійки Xiaomi Redmi Note 4 з відмінностями в текстурі корпусу та розміщенні другої камери на тому місці, де в Redmi Note 4 розташований сканер відбитків пальців. В Redmi Pro сканер відбитків пальців розміщений на нижній рамці дисплею і виконує функцію кнопки «додому».
Знизу розміщені роз'єм USB-C та сітки динаміка і мікрофона, зверху — 3,5 мм аудіороз'єм, другий мікрофон та ІЧ-порт, зліва — гібридний лоток з одним слотом під SIM-картку та іншим під SIM-картку або карту пам'яті формату microSD до 128 ГБ, а справа — гойдалка регулювання гучності та кнопка блокування.
Redmi Pro продавався в 3 кольорах: сірому, срібному та золотому.

## Технічні характеристики

### Апаратне забезпечення
Стандартний варіант Redmi Pro отримав систему на кристалі MediaTek Helio X20 з процесором, що має максимальну тактову частоту 2,1 ГГц, коли Redmi Pro High та Exclusive Edition отримали більш розігнаний Helio X25 з процесоромами, що мають максимальну тактову частоту 2,3 ГГц та 2,5 ГГц відповідно. В усіх системах використовується графічний процесор Mali-T880 MP4. Стандартна в конфігурації продавалася в комплектації 3/32 ГБ, High Edition — 3/64 ГБ, а Exclusive Edition — 4/128 ГБ.
Батарея отримала об'єм 4050 мА·год.
Redmi Pro отримав 5,5-дюймовий дисплей типу AMOLED з роздільною здатністю Full HD (1920 × 1080), співвідношенням сторін 16:9 та щільністю пікселів 401 ppi.
Смартфон отримав подвійну основну камеру із основним об'єктивом на 12 Мп з діафрагмою f/2.0 і фазовим автофокусом та сенсором глибини на 5 Мп з діафрагмою f/2.4 і фронтальну камеру на 5 Мп з діафрагмою f/2.0. Основна та фронтальна камери вміють записувати відео з роздільною здатністю до 1080p@30fps

### Програмне забезпечення
Redmi Pro був випущений на MIUI 8, що базувалася на Android 6.0 Marshmallow, і був пізніше оновлений до MIUI 10.